# 노토부락 토벌전
노토부락 토벌전(老土部落討伐戰)은 1600년 음력 4월, 조선군 기병대가 건주좌위 번호 노토(老土)의 부락을 공격해 벌어진 전투이다. 조선군은 압승을 거두어 집 1천 채를 불태우고, 땅에 묻힌 곡식도 파내어 모두 불태웠으며 밭에 심은 곡식은 짓밟아 노토부락 예하 7개 마을을 완전히 파괴했다. 흙으로 만들어 불타지 않은 집은 도끼로 부서뜨려 철저히 파괴하고 약탈했다. 다만 애초 표적이었던 노토는 산속으로 피신해 잡지 못했다. 습격을 당한 여진족들은 제대로 된 저항도 하지 못하고 울부짖기만 했고, 조선군은 노토부락 사람 1만 명을 학살한 뒤 수급 115개를 취하여 개선하였다. 분탕질을 마치고 함경도로 돌아가는 조선군을 여진 기병이 추격하였으나 조총 사격에 의해 차단당한다.
노토의 세력은 이 전투를 계기로 쇠락하였고, 1607년부터 시작된 누르하치의 공격으로 인해 해서여진 호륜국이 복속된 1613년 이전에 먼저 멸망하여 흡수되었다.